# Irreflexív reláció
Irreflexív vagy antireflexív relációnak nevezünk egy homogén kétváltozós relációt, ha a reláció alaphalmazának egyik eleme sem áll relációban önmagával.

## Példák irreflexív relációkra
- bármely halmazon az egyenlőtlenségi reláció
- az egyenesek merőlegessége (mert egyik egyenes sem merőleges önmagára),
- az egész számok között a határozott nagyobb reláció (mert egyik szám sem nagyobb határozottan önmagánál),
- a halmazok között a valódi részhalmaz reláció (mert egyetlen halmaz se valódi részhalmaza önmagának).

## Példák nem irreflexív relációkra
- az egyenesek párhuzamossága (mert minden egyenes párhuzamos önmagával),
- a halmazok között a tartalmazási reláció (mert minden halmaz részhalmaza önmagának).

## Az irreflexív relációk kapcsolata a reflexív relációkkal
Az irreflexív relációk nyilvánvaló kapcsolatban vannak a reflexív relációkkal (amelyekben minden elem relációban áll önmagával): egy reláció nem lehet egyszerre reflexív és irreflexív. A két fogalom azonban nem ellentéte, komplementere egymásnak. Vannak olyan relációk, amelyek se nem reflexívek, se nem irreflexívek. Ilyen például a magyar nyelv szavai között a „visszafelé olvasva ugyanaz, mint” reláció. A „kar” és a „rak” szavak ilyen relációban állnak, hiszen a „kar” visszafelé olvasva „rak”. Ez a reláció nem reflexív, hiszen például az „ólajtó” szó nem áll relációban önmagával. A reláció azonban nem is irreflexív, hiszen van olyan szó, amely relációban áll önmagával („kék”, „görög”, „arra”).